# 1923年華人入境法令
《1923年華人入境法令》（英語：Chinese Immigration Act, 1923），通稱排華法（英語：Chinese Exclusion Act），加拿大華僑稱之爲「四三苛例」，是加拿大聯邦政府自由黨執政時通過的一個禁止華人進入加拿大的法律，於1923年7月1日生效，直到1947年5月14日被加拿大議會废除。

## 历史
1881年，加拿大西部的不列颠哥伦比亚省人口约为3.5万，当时大约9000名华人劳工在此修筑加拿大太平洋铁路的最后一段后，加拿大政府为了限制华人入境，作出了对华人征收人头税的决定。加拿大政府强行向这些华人征收每人五百加元的人头税，相当于当时他们两年的工资。而且这项税务只向进入加拿大的各国移民中的华人征收。从1886年至1923年之间，加拿大政府从中获利2300万加元，折合2006年货币价值12亿加元。被征税者需要工作三到五年才能偿还。
1923年，加拿大联邦政府决定取消人头税，通过了新的《1923年华人入境法令》，同年7月1日執行。该法規定除了以下的例子，所有華人都不可以進入加拿大。《1923年華人入境法令》裏容許進入加拿大的華人是：

1. 商人
2. 外交官員
3. 留學生
4. 「特別個案」

该法不局限中國公民，英籍華人也禁止進入加拿大。法令生效后，几乎所有华人无法入境加拿大，包括已经在加拿大居住的华人劳工的亲属。该法案实施的24年时间内，总共只有20多名华人入境加拿大。1931年加拿大有约4.6万名华人，男女比例达13比1。
因為《1923年華人入境法令》開始執行的日期和加拿大國慶的日期是一樣的，所以當時的在加華人都稱國慶日為「恥辱日」而拒絕慶祝加拿大國慶。
第二次世界大战中，不少华人參军并捐献款项。鉴于在加華人在第二次世界大戰對加拿大的貢獻以及联合国宪章的约束，加拿大国会於1947年5月14日廢除了《1923年華人入境法令》。然而，加拿大在1967年才開放入境政策，让華人用「獨立移民」身份入境到加拿大。

## 致歉及赔偿
2006年6月22日，加拿大總理哈珀（保守黨）在國會舉行正式「道歉」儀式，平反華人入境法，並宣布將對尚存的人頭稅繳納受害者及親屬進行「賠償」。總理用廣東話說出道歉「加拿大，道歉」，令許多年紀較長、受過人頭稅之苦的加拿大華人潸然淚下。
加拿大卑詩省議會2014年5月15日通過議案，就100多年前該省歧視華人及反華排華的法令，向華人社區正式道歉。內容包括當時禁止華人投票、禁止華人擔任公職和對華人徵收人頭稅，以及在教育、勞工等方面的政策歧視等。省長簡蕙芝表示，正式道歉是要結束該省歷史上的黑暗一頁。
2023年5月14日，在《1923年华人入境法令》颁布100周年前夕，加拿大总理贾斯汀·特鲁多发表声明称：“1923年颁布的《华人移民法》，又名《排华法案》，代表着加拿大历史上一段黑暗的时期，其影响力甚至延续至今。在那之前，1885年的《华人移民法》曾要求新入境加拿大的华人缴纳人头税，而1923年的种族主义法案几乎完全阻止了华人进入加拿大，持续时间长达24年，最终于1947年的今天被最终废除。当年，这一系统性歧视的种族主义政策迫使至亲至爱分离、家庭陷入贫困、对华裔的偏见加深，而这些历史的创伤持续影响了一代又一代的华裔群体。“